# Dolichopus subdirectus
Dolichopus subdirectus är en tvåvingeart som beskrevs av Van Duzee 1921. Dolichopus subdirectus ingår i släktet Dolichopus och familjen styltflugor. Inga underarter finns listade i Catalogue of Life.